# Carex neochevalieri
Carex neochevalieri är en halvgräsart som beskrevs av Georg Kükenthal och Auguste Jean Baptiste Chevalier. Carex neochevalieri ingår i släktet starrar, och familjen halvgräs. Inga underarter finns listade i Catalogue of Life.